# 헤이스 코드

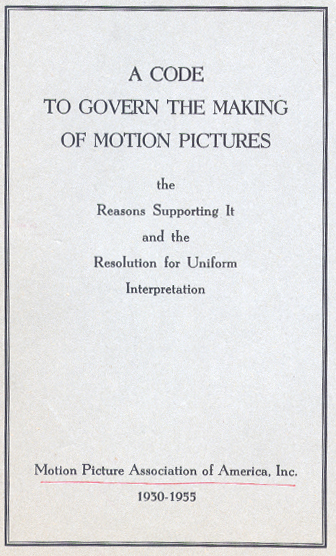

헤이스 코드(영어: Hays Code)는 미국 영화의 검열 제도이다. MPPDA에 의해 1930년에 도입이 결정되어 1934년부터 실시되었다. 1968년 폐지되었다. 이 검열은 미국의 상업 영화에서 도덕적으로 받아 들여지는 것과 그렇지 않은 것을 확실히 하기 위한 것이었다.

## 같이 보기
- 오락 소프트웨어 등급 위원회